# Потенциал Гальвани
Потенциал Гальвани (Гальвани-потенциал, внутренний потенциал, Δφ, дельта фи), в электрохимии — разность электрических потенциалов между двумя точками в разных фазах. Эти фазы могут быть двумя разными твёрдыми телами (напр., два соединённых механически металла), или твёрдое тело и жидкость (напр., металлический электрод погружённый в электролит). 